# Doru Pamfil
Doru Pamfil (n. 21 februarie 1953, Cluj, România) este un inginer agronom român, profesor universitar, rector al Universității de Științe Agricole și Medicină Veterinară din Cluj-Napoca (2008-2016), membru de onoare al Academiei de Stiinte Agricole si Silvice, membru titular al Academiei Române.
Directorul Centrului de Cercetari pentru Biotehnologii Agricole, 
Directorul Centrului de Cercetari Horticole Avansate a Transilvaniei, 
Presedintele Conferintei Rectorilor Danubieni
Officier de l’Ordre du Merite Agricole, Republique Francaise,  Doctor Honoris Causa Universitatea Oradea; Senior al Cetății – Consiliul Municipal Cluj-Napoca; Crucea Transilvaniei – Mitropolia Clujului, Maramuresului și Sălajului.
Editor și recenzor pentru România a ”Journal of Central European Agriculture”;   Editor științific a ”Bulletin USAMV”, Cluj-Napoca, 4 serii, Editor revista ”Notulae Botanicae Horti Agrobotanici”, USAMV Cluj-Napoca, Membru în Consiliul director revistei „Agricultura Transilvaniei” USAMVCN;  Membru în colegiul de redacție revista „Contribuții botanice”, UBB Cluj-Napoca; Membru în colegiu redacțional al ”Proceedings of the Romanian Academy, Series Chemistry, Life Sciences and Geoscience”, București, Membru colegiul de redacție ”Notulae Scientia Biologica”, USAMV Cluj-Napoca, Membru colegiul de redacție ”Revista de Politica  Științei și Scientometrie”, Bucuresti
Membru în steering board ENGL, EU, Ispra, Italia; Membru in steering committee EU European Innovation Partnership; Președintele Uniunii Universităților Clujene; Membru Bioeconomy Task Force ICA Bruxelles; Membru The Club of Rectors of Europe, Oxford UK;
Membru fondator partener al Institutului Michele Serres, Franța; Presedintele comisiei de Biotehnologie ASAS Bucuresti
343  publicatii din care 13 carti, autor a 4 brevete, director la peste 30 proiecte de cercetare